# Dyblad
Dyblad (Hydrocharis morsus-ranae) hör till de äkta vattenväxterna. Det vegeterar nämligen uteslutande som en flytväxt på ytan av stillare vatten, till exempel i sjövikar, dammar och diken. De rundade bladen ligger utbredda på vattenytan, liknande näckrosblad i miniatyr, till färgen ibland ljusgröna (i skugga), ibland rödbruna (på vattenytor, som inte är skyddade mot solen). De vitaktiga, tämligen tjocka trådrötterna hänger fritt ned i vattnet. Växten är sålunda till levnadssättet lik de flesta andmatsarterna, Lemna. Man har med namnet hydrochariter betecknat sådana högre växter, som flyter lösa och fria på vattnet. Dybladet är ganska vanlig i södra och mellersta Sverige, men saknas på Öland och Gotland. Den är sällsynt i Finland och ytterst sällsynt i Norge.
Hydrocharis är dioik eller tvåbyggare. Honblomman sitter ensam, men hanblommorna vanligen tre tillsammans inom ett gemensamt hölster. Honblomman har sex märken, 6-rummigt och undersittande fruktämne; hanblomman har mer än sex ståndare (9 till 15, de inre sterila) bägge slagen har tre vita kronblad. Förökningen sker dock i Sverige sällan genom frön, men i stället genom vegetativa knoppar (hibernakler(en)), som på hösten lossnar och, tunga av ett rikligt näringsförråd av stärkelse, sjunker till bottnen. Där övervintrar de för att på våren flyta upp till ytan och utväxa till en ny flytplanta.
För beståndet är inga hot kända. Hela populationen anses vara stabil. IUCN listar arten som livskraftig (LC).
"Morsus-ranae" är latin för grod-bett, för sina vid basen liksom urbitna blad. Det vanliga namnet på växten är också på flera språk grod-bett, som tyska Frosch-biss, engelska frog-bit, norska froskebitt. Det äldre svenska namnet grodblad får inte förväxlas med groblad (Plantago major).

## Externa länkar

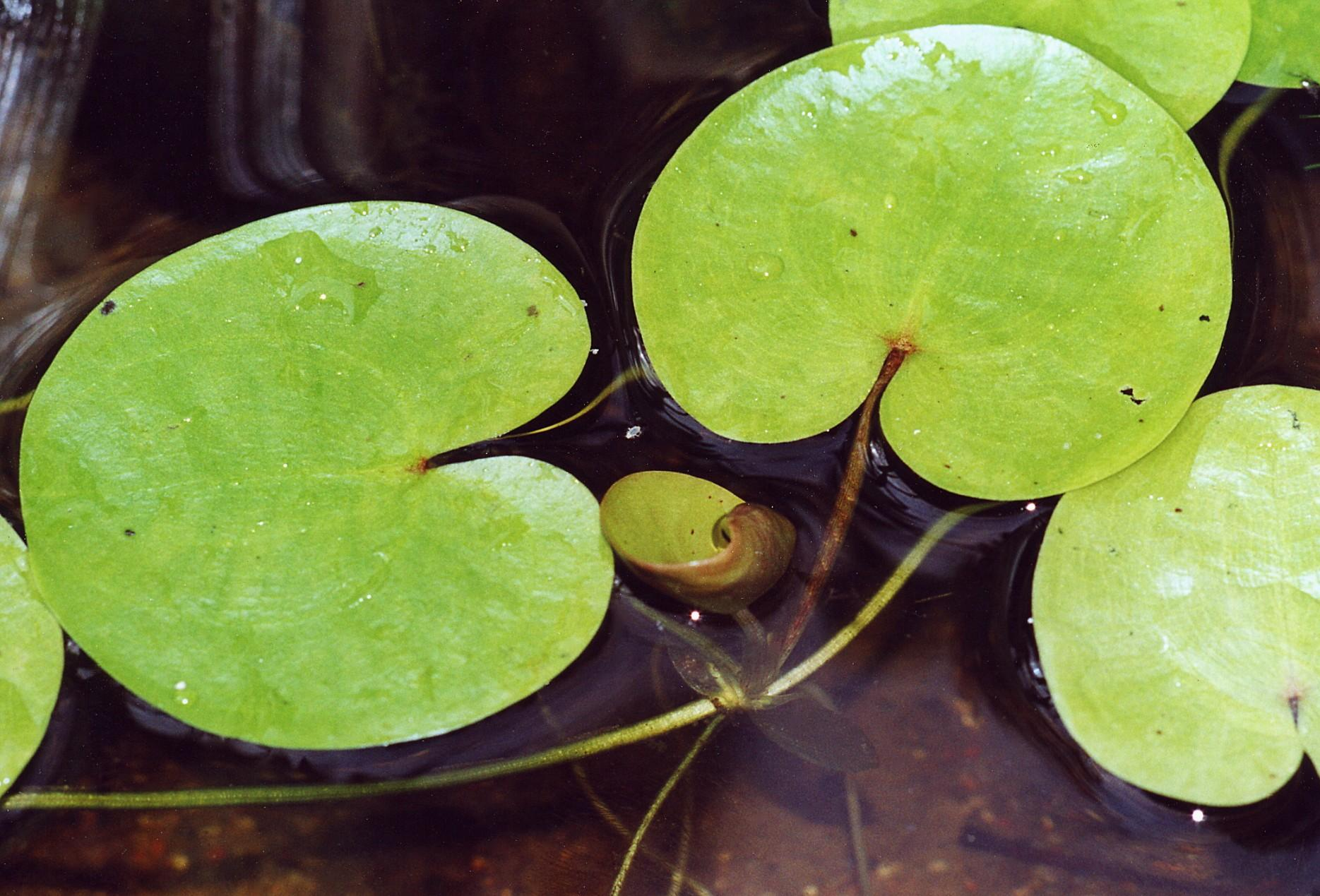
Hydrocharis morsus-ranae